# 前600年代
| 千纪： | 前1千纪 |
| 世纪： | 前8世纪 \| 前7世纪 \| 前6世纪                                                                              |
| 年代： | 前630年代 \| 前620年代 \| 前610年代 \| 前600年代 \| 前590年代 \| 前580年代 \| 前570年代                    |
| 年份： | 前609年 \| 前608年 \| 前607年 \| 前606年 \| 前605年 \| 前604年 \| 前603年 \| 前602年 \| 前601年 \| 前600年 |

前600年代從前609年1月1日開始，於前600年12月31日結束。

## 大事记
- 前609年，魯文公卒，襄仲立魯宣公。齊大夫邴歜、閻職殺國君齊懿公，齊人立齊桓公子齊惠公。莒太子僕弒父莒紀公，奔魯。莒人立其弟季佗，是為莒渠丘公。秦康公卒，子秦共公嗣位。
- 前608年，齊、魯會盟於平州。因陳附晉，楚攻陳、宋。晉大夫趙盾與宋、陳、衛、曹諸國君會盟，救陳、宋攻鄭。晉楚兩軍遇於北林，晉不敢戰而還。
- 前607年，晉大夫趙穿殺晉靈公，立晉文公重耳子黑臀，是為晉成公。周匡王卒，弟周定王嗣位。
- 前606年，楚莊王攻陸渾戎，前鋒至洛陽近郊，周定王大恐，派遣王孫滿勞軍。楚莊王問周鼎輕重。鄭穆公卒，子鄭靈公嗣位。
- 前605年，秦共公卒，子秦桓公嗣位。鄭公子宋、公子歸生，殺鄭靈公，立其弟为鄭襄公。楚令尹斗越椒，率若敖族叛，攻楚莊王，斗越椒敗，若敖族遂滅。
- 前604年，楚莊王命孫叔敖代虞丘為令尹。
- 前603年，晉大夫趙盾，衛大夫孫免聯軍攻陳。楚攻鄭。
- 前602年，燕桓公卒，燕宣公嗣位。
- 前601年，白狄與晉，聯軍攻秦。楚滅舒蓼國。